# ゲオルク・アンドレアス・ガプラー
ゲオルク・アンドレアス・ガプラー（Georg Andreas Gabler, 1786年7月30日 - 1853年9月13日）は、ドイツの哲学者。ヘーゲル右派の人物として知られている。
イェーナ大学で当時教鞭をとっていたゲオルク・ヴィルヘルム・フリードリヒ・ヘーゲルに師事する。詩人フリードリヒ・フォン・シラーの子供の家庭教師、ギムナジウム（高校）の校長を経験。この時勤務していたイムホーフ校の生徒に、後にヘーゲル左派のメンバーとなるマックス・シュティルナーがいた。
ヘーゲルの『精神現象学』の解説書「哲学的予備学教程」を執筆。1835年にヘーゲルの後任として、ベルリン大学教授として迎えられた。ダーフィト・シュトラウスら左派に対抗して、ヘーゲル哲学とキリスト教との一致を主張。ヘーゲル哲学を擁護し、左派のメンバーを批判した。